# Else Marie Olsen
Else Marie Olsen es una deportista danesa que compitió en taekwondo. Ganó dos medallas de oro en el Campeonato Europeo de Taekwondo en los años 1982 y 1984.

## Palmarés internacional
| Campeonato Europeo | Campeonato Europeo | Campeonato Europeo | Campeonato Europeo |
| Año                | Lugar              | Medalla            | Categoría          |
| ------------------ | ------------------ | ------------------ | ------------------ |
| 1982               | Roma (Italia)      | Medalla de oro     | +67 kg             |
| 1984               | Stuttgart (RFA)    | Medalla de oro     | –73 kg             |